# Музей современного искусства (Монтеррей)
Музей современного искусства в Монтеррее (исп. Museo de Arte Contemporáneo de Monterrey, англ. Museum of Contemporary Art, Monterrey, сокр. MARCO) — музей в Монтеррее, Мексика, посвящённый современному искусству.

## История и деятельность
Музей был открыт в 1991 году, его здание было спроектировано мексиканским архитектором Рикардо Легоррета в стиле постмодернистского минимализма.

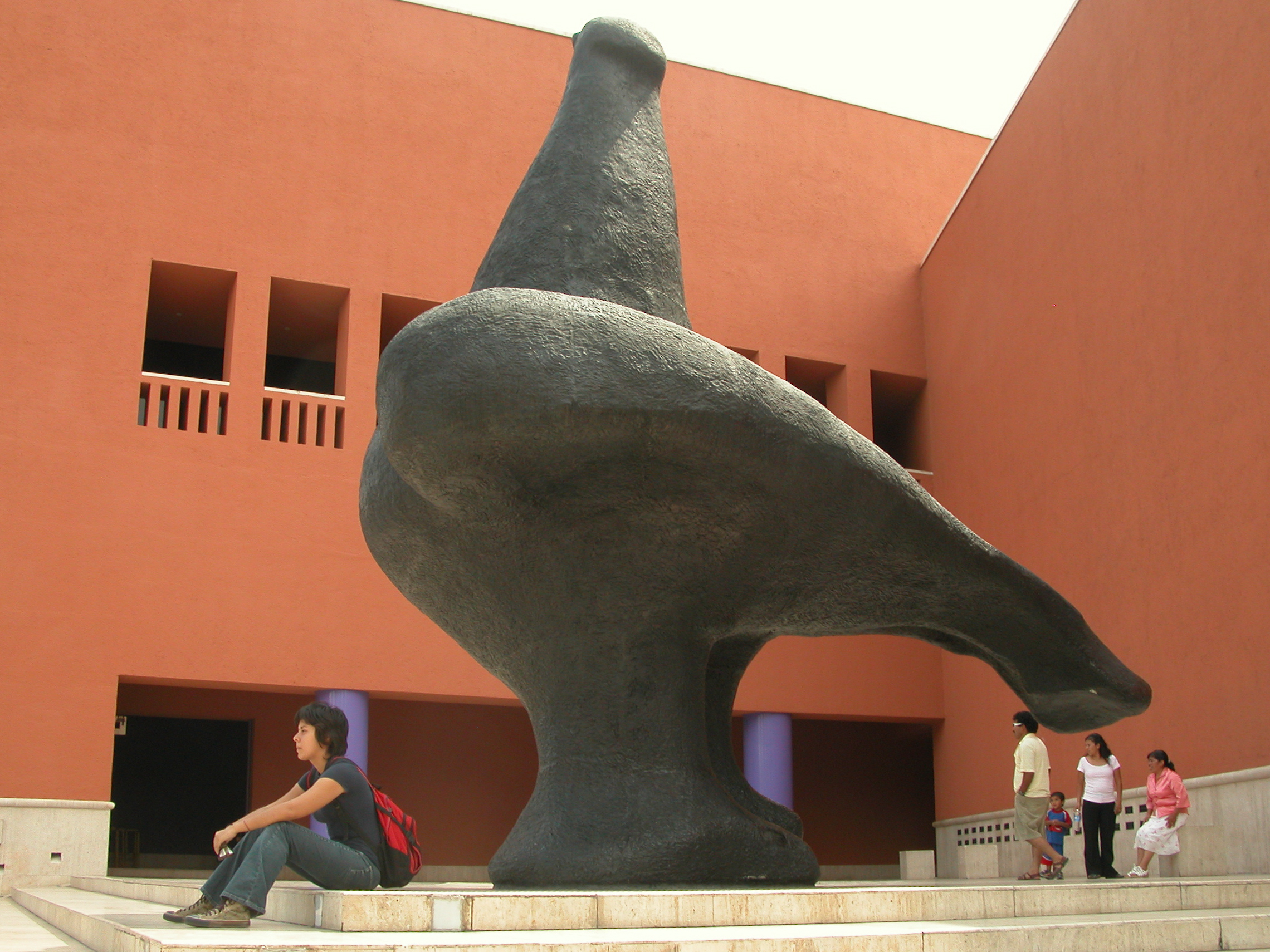
Скульптура «Голубь»

Музей занимает 16 000 квадратных метров, из них 5 000 квадратных метров отведено для выставок в 11 залах-галереях. Произведения искусства находятся в пространствах со сбалансированным расположением естественного и искусственного освещения. Во внутреннем дворе-колодце музея создан сад со скульптурами, фонтаном и отражающим бассейном. В музее имеется зрительный зал, сувенирный магазин и ресторан. В нём проводятся мероприятия, направленные на привлечение внимания общественности к искусству.
Ориентиром и символом музея является большая бронзовая скульптура с названием «La Paloma» на площади перед его зданием — 4-тонное изображение голубя высотой 5,5 метров работы скульптора Хуана Сориано.

## Коллекция

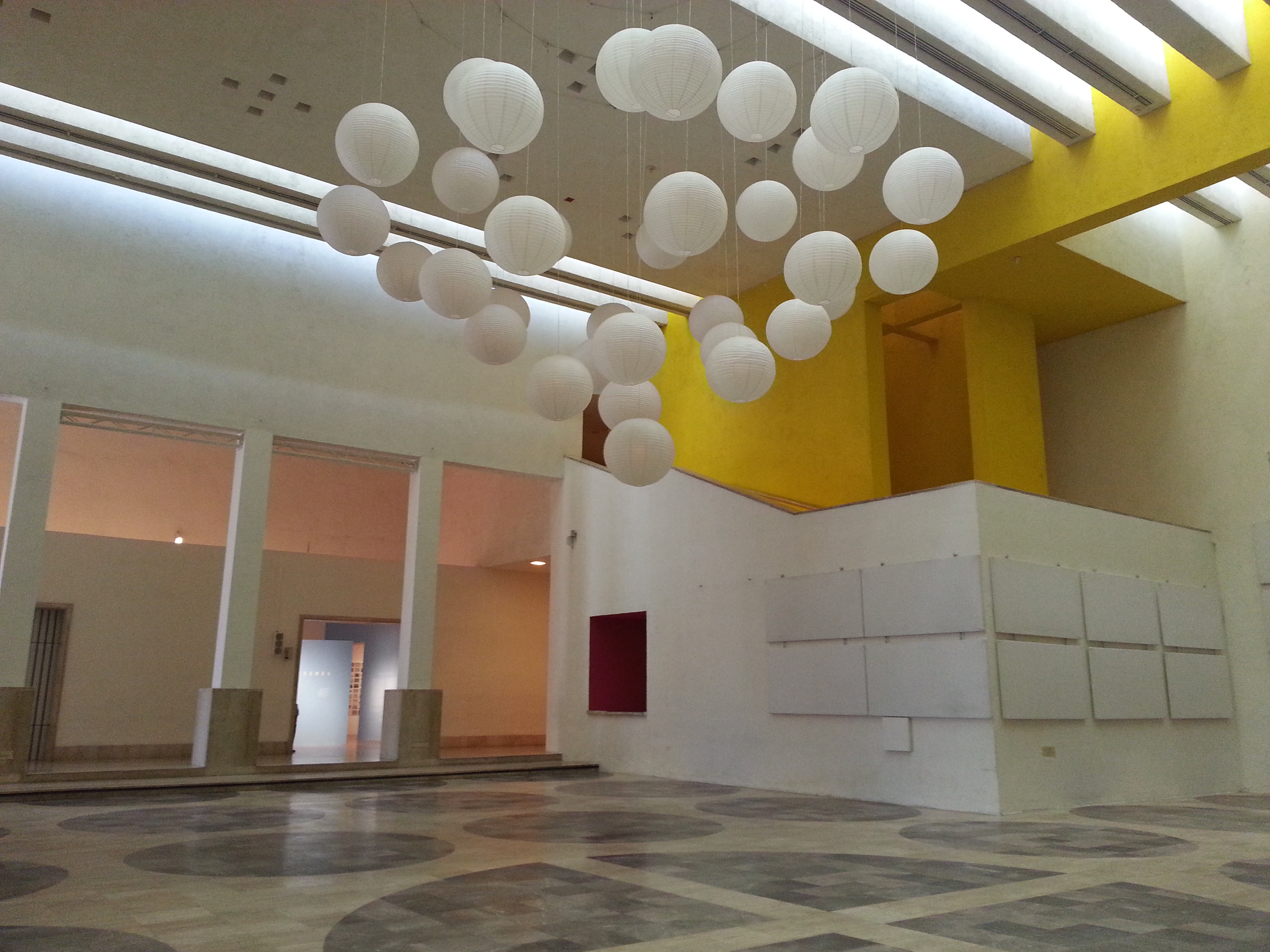
Один из залов музея

Постоянная коллекция музея включает картины, скульптуры, инсталляции и графические работы в основном современных латиноамериканских работ. В коллекции также есть работы художников Европы, США и Канады.
На проводимых в музее выставках были показаны работы мексиканских художников: Фрида Кало, Матиас Гериц, Габриэль Ороcко, Мануэль Альварес Браво, Армандо Салас Португал, Хулио Галан, Теодоро Гонсалес де Леон, Энрике Гусман, Рикардо Мазал, Рикардо Легоррета, Родольфо Моралес, Паула Сантьяго, Альберто Варгас и Герменегильдо Бустос.
Также здесь экспонировались художники других стран: Исаму Ногути, Джозеф Бойс, Дженни Хольцер, Джоан Бросса, Ана Мендьета, Паула Регу, Генри Мур, Энтони Гормли, Ян Хендрикс, Аннет Мессаже, Рон Мьюек, Эрнесто Нету и Клаудио Браво.